# Avimimus

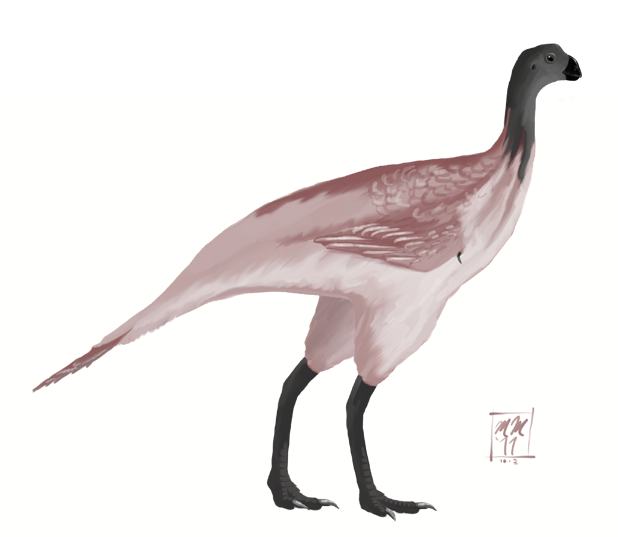
Imagem

Avimimus foi um gênero de dinossauro omnívoro e bípede que viveu no fim do período do Cretáceo. Media em torno de 1,5 metros de comprimento, 1 metro de altura e pesava cerca de 15 quilogramas.
O avimimo viveu na Ásia e se alimentava de insetos e pequenos animais, embora existam indícios de que também comia plantas e frutas, o que caracteriza uma alimentação onívora.